# Bootle F.C. (1879)
Bootle F.C. từng là một câu lạc bộ bóng đá tại Bootle, Lancashire. Là thành viên sáng lập Football Alliance, đây cũng là một trong hai câu lạc bộ đầu tiên từ bỏ Football League. và cũng là một trong hai câu lạc bộ chỉ có duy nhất một mùa giải tại League.

## Lịch sử
Bootle F.C. được thành lập năm 1879 với tên gọi Bootle St Johns AFC có trận đấu đầu tiên vào tháng 10 năm 1880 gặp Everton. sau đó câu lạc bộ đổi tên thành Bootle A.F.C. và tham dự FA Cup lần đầu mùa giải tiếp đó. Thi đấu tại Hawthorne Road, Bootle nộp đơn thi để cùng là thành viên sáng lập Football League. Nhưng không như người hàng xóm Everton, đơn của họ không được chấp nhận. Thay vào đó, mùa 1889–90 Bootle trở thành thành viên sáng lập Football Alliance. Mùa đó cũng là một mùa giải thành công với họ giành chức á quân, lọt tới tứ kết FA Cup, sau khi để thua 7–0 trước Blackburn Rovers.
Khi Alliance sáp nhập với Football League năm 1892, Bootle trở thành thành viên sáng lập của giải Second Division mới. Mặc dù kết thúc ở vị trí thứ 8, câu lạc bộ quyết định từ bỏ chỉ sau một mùa, trở thành một trong hai đội như vậy (cùng với Accrington F.C.). Họ được thay thế bởi người hàng xóm Liverpool, và dường như là họ đã giải thế sau khi gặp vấn đề về tài chính. Bootle và Middlesbrough Ironopolis là hai đội duy nhất chỉ thi đấu một mùa tại Football League.

## Cầu thủ quốc tế
Bốn cầu thủ Bootle từng thi đấu cho Wales:
- Smart Arridge
- Walter Evans
- Billy Hughes
- Job Wilding